# Stazione di Narutō
La stazione di Narutō (成東駅?, Narutō-eki) è una stazione ferroviaria situata nella città di Sanmu, nella prefettura di Chiba, in Giappone. La stazione è servita dalla linea principale Sōbu ed è capolinea della linea Tōgane della JR East.

## Linee e servizi
East Japan Railway Company
■ Linea principale Sōbu
■ Linea Tōgane

## Struttura
La stazione è dotata di un marciapiede a isola, uno laterale e uno tronco (al margine di quello laterale sul lato stazione) con quattro binari di cui tre passanti, in superficie, numerati da 0 a 3.
| 0     | ■ Linea Tōgane          | per Tōgane e Ōami         |
| 1-2-3 | ■ Linea principale Sōbu | per Sakura, Chiba e Tokyo |
| 1-2-3 | ■ Linea principale Sōbu | per Yōkaichiba e Chōshi   |

## Stazioni adiacenti
| «                     | Servizio                       | »                     |
| Linea principale Sōbu | Linea principale Sōbu          | Linea principale Sōbu |
| --------------------- | ------------------------------ | --------------------- |
| Hyūga                 | Locale                         | Matsuo                |
| Yachimata ←           | Rapido                         | Capolinea             |
| Linea Tōgane          |                                |                       |
| Gumyō                 | Locale Rapido Rapido pendolari | Capolinea             |